# Kabupaten de Cilacap
Le kabupaten de Cilacap, en indonésien Kabupaten Cilacap, est un kabupaten d'Indonésie de la province de Java central.
Cilacap est l'un des rares ports de la côte sud de Java à pouvoir recevoir des navires d'un certain tonnage. Le port sûr le plus proche est Pacitan dans l'est de l'île. Cilacap est protégé par l'île de Nusa Kambangan.

## Histoire
Aux temps anciens, Cilacap faisait vraisemblablement partie du pays Sunda. Le préfixe ci-, « eau », est en effet caractéristique des toponymes soundanais.

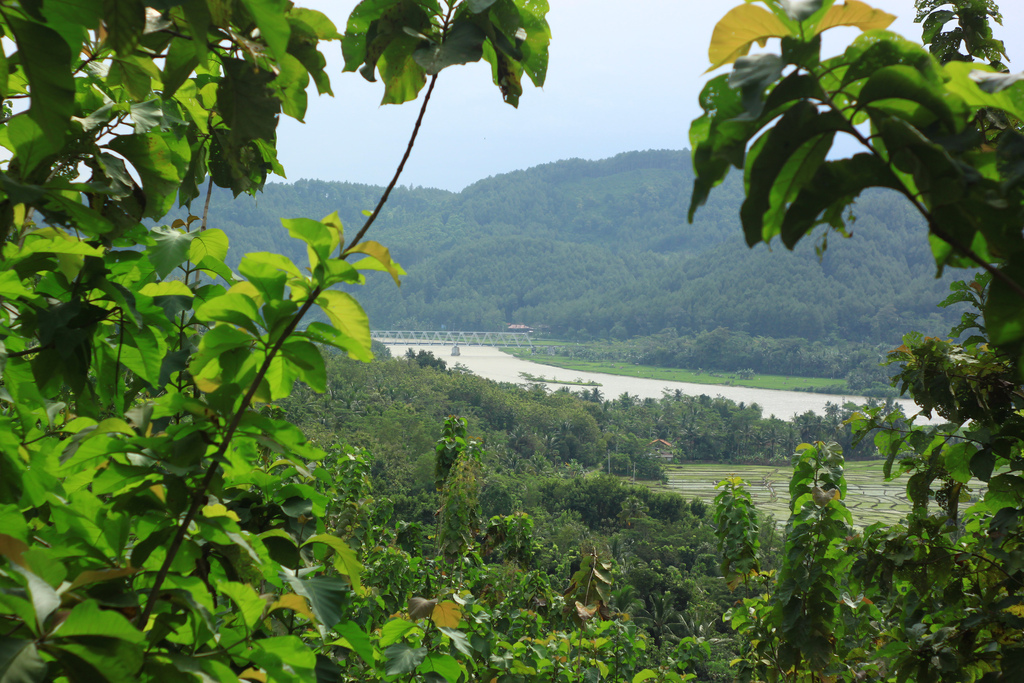
Vue du Serayu

Selon l'épopée de Bujangga Manik, qui raconte le voyage d'un prêtre hindouiste soundanais en différents lieux saints de l'hindouisme à Java et Bali au XVIe siècle, et dont un exemplaire est conservé depuis 1627 à la Bibliothèque bodléienne de l'université d'Oxford, les frontières orientales du royaume soundanais étaient les fleuves Cipamali, ou Pemali, qui est un autre nom du fleuve Brebes, et Ciserayu, ou Serayu, qui se jette dans l'océan Indien à l'est de Cilacap.

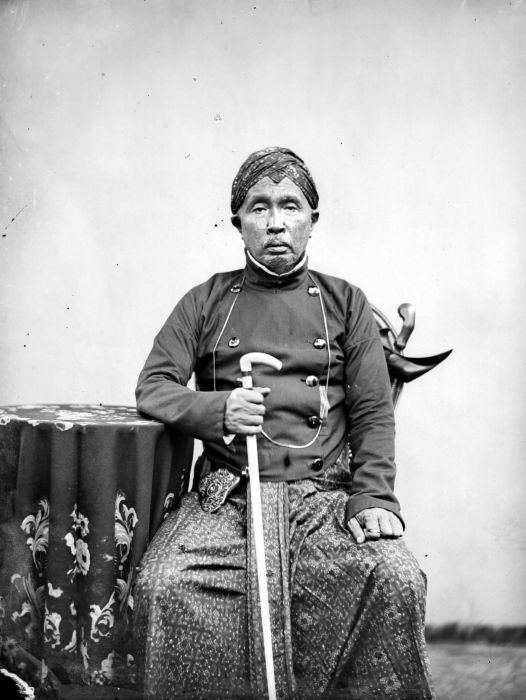
Le regent de Cilacap (vers 1920)

Pendant la Seconde Guerre mondiale, Cilacap - Tjilatjap dans l’ancienne graphie néerlandaise - a été un important point d'embarquement pour les colons néerlandais qui fuyaient le débarquement des troupes japonaises.

## Économie

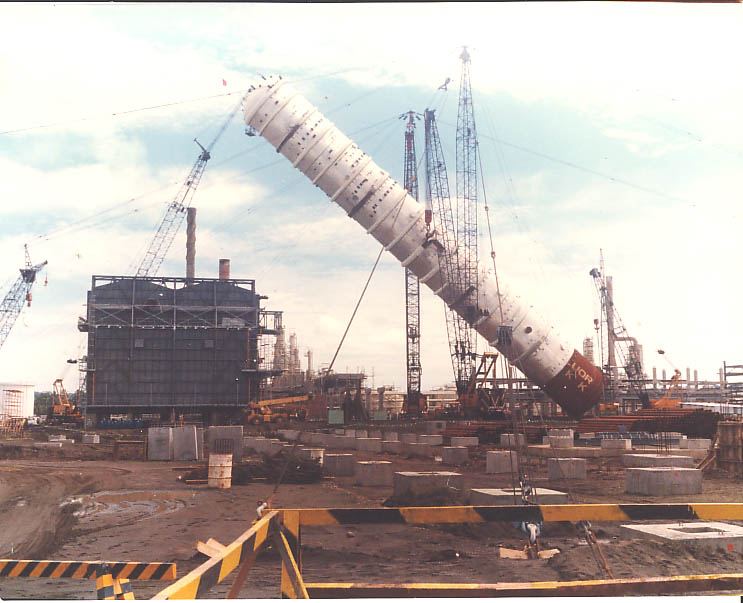
Construction de l'hydrocraqueur de la raffinerie (1982).

Une des plus grandes raffineries d'Indonésie, appartenant à la société pétrolière nationale Pertamina, se trouve à Cilacap.

## Transport

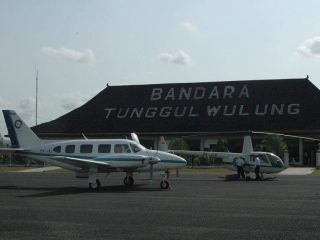
L'aéroport Tunggul Wulung

L'aéroport Tunggul Wulung relie la ville à Jakarta. Il a pour identifiant IATA CXP

## Culture
Cilacap est un endroit où l'on peut découvrir la culture dite "Banyumasan".

## Le fort de Benteng Pendem

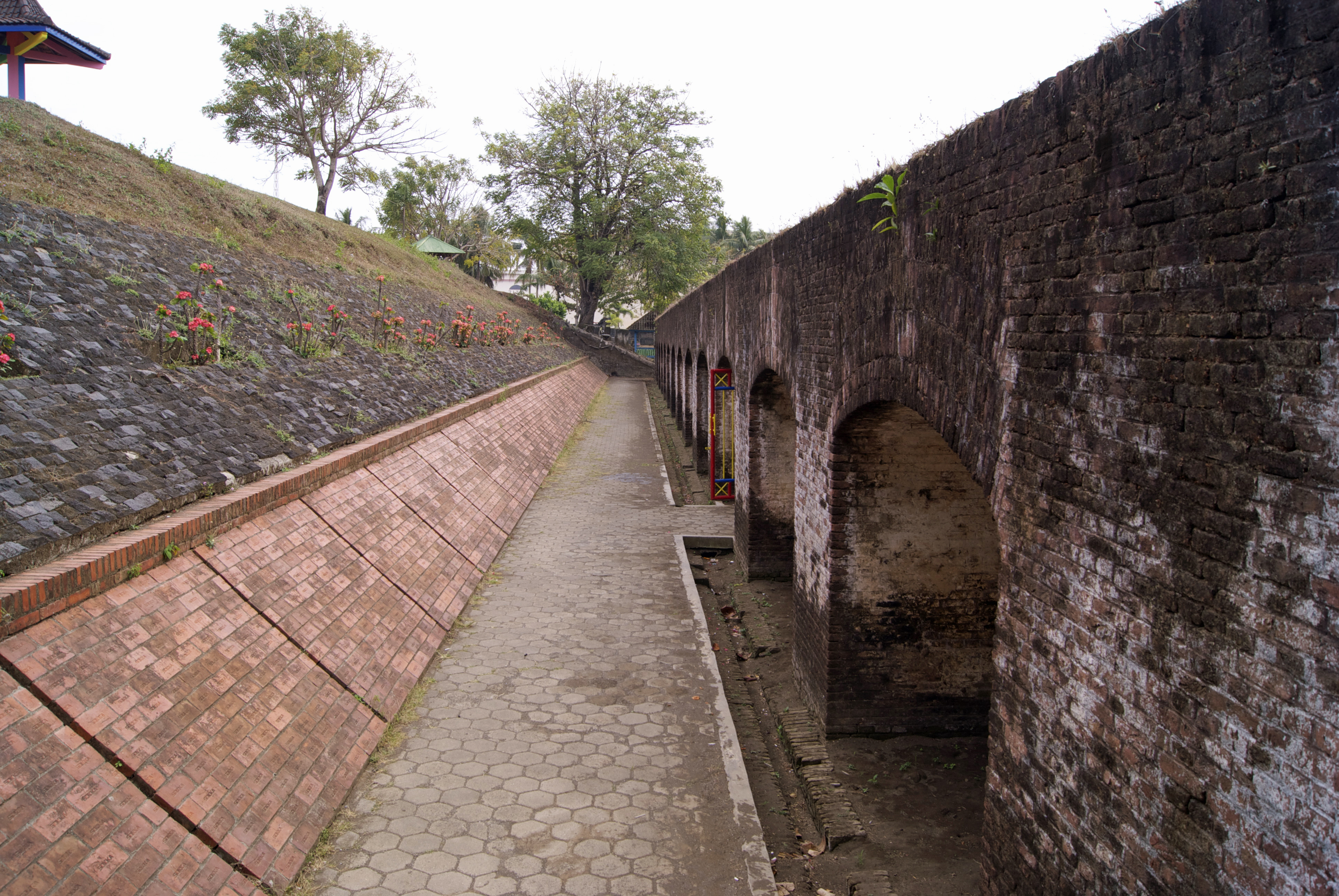
Le Benteng Pendem

Benteng Pendem, qui signifie « le fort enterré », est un fort souterrain dont la partie supérieure est dissimulée. Situé à la sortie du port de Cilacap, sur un terrain de 10,5 hectares, il possède plus d'une centaine de pièces et a des murs de 12,5 mètres d'épaisseur. Ces pièces servaient de caserne, de quartier général, d'arsenal, de dépôt de munitions et de cellules.
Le fort a été construit par les Hollandais entre 1861 et 1879 avec des briques empilées sans ciment. Le guide publié par l'office du tourisme raconte que cette construction a coûté la vie à des milliers de travailleurs de force indigènes, qui auraient été tués une fois le fort terminé pour cacher son existence et son emplacement.
Le fort a été utilisé par l'armée coloniale hollandaise jusqu'en 1942, lorsqu’il a été pris par les troupes d'occupation japonaise, puis réoccupé après la défaite japonaise.
Après le transfert de la souveraineté à la république d'Indonésie, il a été utilisé par l'armée indonésienne jusqu'en 1965, notamment pour l'entraînement des forces spéciales (RPKAD, aujourd'hui Kopassus).
Par la suite Pertamina a utilisé 4 des 10,5 hectares du terrain pour construire des bacs de stockage de produits pétroliers.
En 1986, le fort a été ouvert au tourisme.